# 蘭青線
蘭青線（らんせいせん、中国語簡体字：兰青铁路、繁体字：蘭靑鐵路）は中国甘粛省蘭州市から青海省西寧市を結ぶ中国国鉄の鉄道路線である。全長は187.4km。海石湾駅以東が蘭州局、以西が青蔵集団に属している。

## 概要
1956年に計画され、1958年5月から1959年9月にかけて敷設された甘粛省の省都蘭州から青海省の省都西寧に至る路線で、青海省及びチベット自治区から中国中央部に向かう唯一の鉄道である。蘭州を西へ出発し、黄河を跨ぎ湟河に沿って西へ向かい、大通河を越えて西寧へ至る。蘭新線第二複線が開通する前は、本線が唯一の青海省に接続する鉄道だった。
2006年4月24日より、複線化（ショートカット化含む）・電化工事が開始され、2009年4月1日に全線完成し、路線長は174kmに短縮された。

## 接続路線
- 蘭州駅：隴海線、包蘭線、蘭新線
- 西寧駅：青蔵線

## 駅一覧
蘭州 - 牟家庄 - 五泉山 - 自由路 - 下西園 - 蘭州西 - 駝峰楼 - 陳官営 - 牌坊路 - 潁川堡 - 石崗 - 西固城 - 坡底下 - 河口南 - 八盤峡 - 小茨溝 - 河湾 - 張家祠 - 紅廟 - 花庄 - 洞子村 - 紅固 - 水車湾 - 海石湾 - 民和 - 蓮花台 - 老鴉城 - 高廟 - 楽都 - 大古城 - 杏園 - 大峡 - 平安駅 - 曹家堡 - 小峡 - 西寧東 - 西寧